# Patrick Delsemme
Patrick Delsemme (* 13. September 1974 in Lüttich, Belgien; † 7. oder 8. Dezember 2022 in Casablanca, Marokko) war ein belgischer Snookerspieler, der von 1993 bis 1997 sowie von 1998 bis 2001 Profispieler war. In dieser Zeit erreichte er Rang 107 der Snookerweltrangliste. Als Amateur gewann er zweimal die belgische Snooker-Meisterschaft und wurde ebenfalls zweimal U21-Vizeweltmeister.

## Karriere
Geboren in Lüttich, gehörte Delsemme Anfang der 1990er zu den aufstrebendsten Snookerspielern Belgiens. 1990 wurde er belgischer U21-Vizemeister, in den beiden Jahren danach gewann er das Turnier. Sowohl 1990 als auch 1991 wurde er zum professionellen Humo Masters eingeladen. Zu jener Zeit war es üblich, dass bei kleineren Profiturnieren lokale Amateure die Möglichkeit zur Teilnahme erhielten. Bei beiden Ausgaben schied Delsemme jedoch in der ersten Runde aus. 1991 und 1992 erreichte er jeweils das Finale der U21-Weltmeisterschaft, verlor aber gegen Ronnie O’Sullivan beziehungsweise Robin Hull. Weitere Teilnahmen an Amateurturnieren führten ihn zu den Events des German Open Snooker Ranking, ferner gewann er zweimal die belgische Doppel-Meisterschaft. 1993 wurde er schließlich Profispieler. Dabei half es ihm, dass die Profitour zu dieser Zeit keine sportlichen Qualifikationsbeschränkungen hatte, sondern jeder Spieler gegen ein gewisses Entgelt Profispieler werden konnte.
Demzufolge gab es in den 1990er-Jahren sehr viele Profispieler, und Delsemme musste sich durch zahlreiche Qualifikationsrunden spielen. Dadurch schied er häufig früh aus; die Hauptrunde eines Turnieres erreichte er – abgesehen von einer Einladung zum ersten Event der WPBSA Minor Tour 1994/95 – nie. Sein bestes Ergebnis war die dreimalige Teilnahme an einer Runde der letzten 96. Ferner vertrat er Belgien beim World Cup 1996. Zeitweise immerhin auf Rang 160 geführt, verlor Delsemme 1997 seinen Profistatus, als die Zahl der Profispieler begrenzt wurde. Sein Versuch, sich über die WPBSA Qualifying School direkt wiederzuqualifizieren, misslang, und eine Teilnahme an der UK Tour 1997/98 verfolgte er nicht. So wurde er 1997 wieder Amateur. Daher konnte er nicht mehr an den Profiturnieren teilnehmen und musste ausschließlich mit Amateurturnieren vorliebnehmen. Allerdings hatte Delsemme bereits während seiner Profikarriere regelmäßig an solchen nicht-professionellen Turnieren teilgenommen. 1995 und 1997 gewann er die belgische Meisterschaft. Zweimal nahm er zudem an internationalen Meisterschaften teil: Bei der Amateurweltmeisterschaft 1995 erreichte er das Achtel-, bei der Europameisterschaft 1996 das Viertelfinale.
Während seiner richtigen Amateurzeit 1997/98 nahm Delsemme unter anderem an den Turnieren einer Euro Tour teil. Obwohl er 1998 wieder Profispieler wurde, blieb er dem Euro-Tour-Format erhalten und gewann 1999 ein Event einer Euro-America-Tour gegen Raymon Fabrie. In den nächsten Spielzeiten seiner Profikarriere konnte er im Vergleich zu der ersten Profizeit seine Form verbessern. Regelmäßig stand er nun in der Runde der letzten 96, kam das eine oder andere Mal auch weiter. So stand er in der Saison 1999/2000 in der Runde der letzten 64 der Scottish Open und in der Runde der letzten 48 der China Open. In der folgenden Saison erreichte er die Runde der letzten 64 der UK Championship und die Runde der letzten 48 der Snookerweltmeisterschaft. Er beendete die Saison knapp außerhalb der Top 100 und musste so um die Qualifikation für die nächste Saison bangen.
Doch seine Profikarriere scheiterte schließlich an einem anderen Umstand: Sowohl nach der Snookerweltmeisterschaft 2001 als auch nach dem bereits vorher ausgetragenen Thailand Masters 2001 wurde Delsemme positiv auf Cannabis getestet. Infolgedessen wurde er vom WPBSA durch die nachträgliche Disqualifikation von beiden Turnieren und den Verlust der dort erspielten Weltranglistenpunkte sowie des dort gewonnenen Preisgeldes bestraft. Das betraf auch die 10.500 Pfund Sterling, die er für das Erreichen der finalen Qualifikationsrunde der Weltmeisterschaft 2001 erhalten hatte, den größten Preisgeldgewinn seiner Karriere. Der belgische Verband sperrte ihn zusätzlich für zwei Jahre. Infolgedessen sagte Delsemme eine geplante Teilnahme für Belgien an den World Games 2001 ab und musste 2001 seine Profikarriere beenden.
Nachdem 2003 die Sperre des belgischen Verbandes abgelaufen war, nahm Delsemme regelmäßig an nationalen Amateurturnieren teil. Einen Höhepunkt erreichte diese spätere Phase seiner Karriere, als er 2007 noch einmal das Finale der belgischen Meisterschaft erreichte. Allerdings unterlag er mit 6 : 7 gegen Björn Haneveer. Auch danach nahm er regelmäßig an verschiedenen belgischen Amateurturnieren teil. 2010 gelang ihm bei einem solchen Turnier ein Maximum Break. 2009 und 2012 wurde er zusammen mit Peter Bullen belgischer Meister im Doppel. Auch noch am Ende der 2010er-Jahre gehörte er zu den regelmäßigen Teilnehmern der belgischen Meisterschaften. Bei der Herren-Meisterschaft war eine Achtelfinalteilnahme 2018 sein bestes Ergebnis in dieser Spätphase seiner Karriere. Ein Jahr später wurde er belgischer Ü40-Meister. Während seiner Karriere war er Mitglied verschiedener Snookervereine, unter anderem von Play Ball Hasselt, später vom FFS Liège aus Lüttich, der Stadt, in der er auch wohnte. Nach seiner Profikarriere arbeitete er zeitweise als Sanitäter.
Im Dezember 2022 reiste Delsemme nach Marokko, um in Casablanca an einem Amateurturnier teilzunehmen. Am 7. Dezember gab er während einer Partie an, sich unwohl zu fühlen. Danach zog er sich in sein Hotelzimmer zurück, wo er am Morgen des 8. Dezembers vom mitgereisten Franzosen Stéphane Ochoiski tot aufgefunden wurde. Ochoiski bestätigte einige Stunden später öffentlich Delsemmes Tod, noch am selben Tag veröffentlichte der professionelle Weltverband auf seiner Website einen Nachruf auf Delsemme und kondolierte seiner Familie. Die Todesursache ist nicht öffentlich bekannt, wenngleich noch am 8. Dezember in Marokko eine Autopsie durchgeführt wurde.

## Erfolge (Auswahl)
Einzel
| Ausgang         | Jahr | Turnier                           | Finalgegner       | Ergebnis |
| --------------- | ---- | --------------------------------- | ----------------- | -------- |
| Amateurturniere |      |                                   |                   |          |
| Zweiter         | 1990 | Belgische U21-Meisterschaft       | Steve Lemmens     | 1:5      |
| Sieger          | 1991 | Belgische U21-Meisterschaft       | Alain De Cock     | 6:5      |
| Zweiter         | 1991 | IBSF U21-Snookerweltmeisterschaft | Ronnie O’Sullivan | 4:11     |
| Sieger          | 1992 | Belgische U21-Meisterschaft       | Alain De Cock     | 6:4      |
| Zweiter         | 1992 | IBSF U21-Snookerweltmeisterschaft | Robin Hull        | 7:11     |
| Sieger          | 1995 | Belgische Snooker-Meisterschaft   | Steve Lemmens     | 7:3      |
| Sieger          | 1997 | Belgische Snooker-Meisterschaft   | Steve Lemmens     | 7:5      |
| Zweiter         | 2007 | Belgische Snooker-Meisterschaft   | Björn Haneveer    | 6:7      |
| Sieger          | 2019 | Belgische Ü40-Meisterschaft       | Alain Vandersteen | 5:4      |

Doppel
| Ausgang | Jahr | Turnier                                  | Teampartner      | Gegner im Finale                            | Endstand |
| ------- | ---- | ---------------------------------------- | ---------------- | ------------------------------------------- | -------- |
| Sieger  | 1992 | Belgische Snooker-Meisterschaft – Doppel | Jean-Marc Baltus | Manuel Penas „Goux“                         | 4:2      |
| Sieger  | 1997 | Belgische Snooker-Meisterschaft – Doppel | Ahmed Osman      | Jurgen Van den Bossche Tino de Witte        | 4:3      |
| Sieger  | 2009 | Belgische Snooker-Meisterschaft – Doppel | Peter Bullen     | Jurgen van Roy Yvan Van Velthoven           | 5:4      |
| Sieger  | 2012 | Belgische Snooker-Meisterschaft – Doppel | Peter Bullen     | Jurgen van den Bossche Jimmy van den Winkel | 5:3      |